# Machon Meir
Pour les articles homonymes, voir Machon.
Le Machon Meir est un institut d'étude de la Torah à Jérusalem créé en 1974 par le Rav Dov Bigon, qui en est son directeur jusqu'à aujourd'hui. Le nom de l'institut fait référence à celui de Eliezer Meir Liphshitz, soldat de Tsahal tombé durant la guerre du Kippour.
Les cours ont lieu en hébreu, en anglais, en français, en russe et en espagnol. Il compte aujourd'hui 400 élèves. Il existe aussi une branche féminine du Machon Meir appelé Machon Ora et qui compte environ 60 élèves, et des cours d'apprentissage de l'hébreu sont donnés en concordance avec le ministère de l'Éducation israélien (en).
La section française du Machon Meir est dirigée par le rabbin David Partouche.

## Rabbins enseignant à la section francophone du Machon Meir
- Dov Bigon (ne parlant pas français, son intervention hebdomadaire est traduite simultanément par le rabbin Partouche)
- David Partouche
- Ouri Cherki
- Yoël Ben Haroch
- Yéhouda Ben Ichay
- Ya'akov Nahon
- Daniel Antebbi
- Yossef David
- Shlomo Aviner